# Gqom
Gqom (またはigqomu、gqom tec, sghubu またはs 3-Step)は、南アフリカのダーバンで2010年代初頭に誕生したエレクトロニックダンスミュージックのジャンルであり、ハウスミュージックのサブジャンルです。このジャンルは主に音楽プロデューサーのNaked Boyzによって開拓されました。その他の著名なアーティストには、Sbucardo、DJ Lag、Rudeboyz、Nasty Boyz、Griffit Vigo、Disstruction Boyz、Menzi Shabane、Citizen Boyがいます。これは南アフリカのハウスのサブジャンルであるクワイトから派生しています。
南アフリカの他のエレクトロニックミュージックとは異なり、gqomはミニマルで生々しいサウンドを特徴とし、重いベースビートが繰り返されますが、4つ打ちのリズムパターンは見られません。
このジャンルの国際的な評価に影響を与えた音楽愛好家には、南アフリカのラッパーであるOkmalumkoolkat、イタリアのレコードレーベルGqom OhのオーナーであるMalumz Kole、南アフリカの音楽センスメーカーおよび広報担当者であるCherish Lala Mankai、AfrotainmentレコードレーベルのオーナーであるDJ Tira、Babes Wodumo、Dlala Thukzin、そしてBusiswaが含まれます。

## 名称と特徴
「gqom」という言葉は、ズールー語のクリック子音の擬音語の組み合わせから生まれ、ドラムの音を表しています。また、このジャンルのリズムパターンやその派生形を示すために、「GQOM」としても表記されます。また、「gqom tech」や「qgom」、「igqom」、「gqomu」、「3 step」（愛称）としても知られています。おそらくもう1つの名前は「sghubu」で、ズールー語で「ドラム」を意味し、一般的にはハウスやドラム楽器を指す地元の言葉であり、同時にgqomのサブジャンルでもあります。

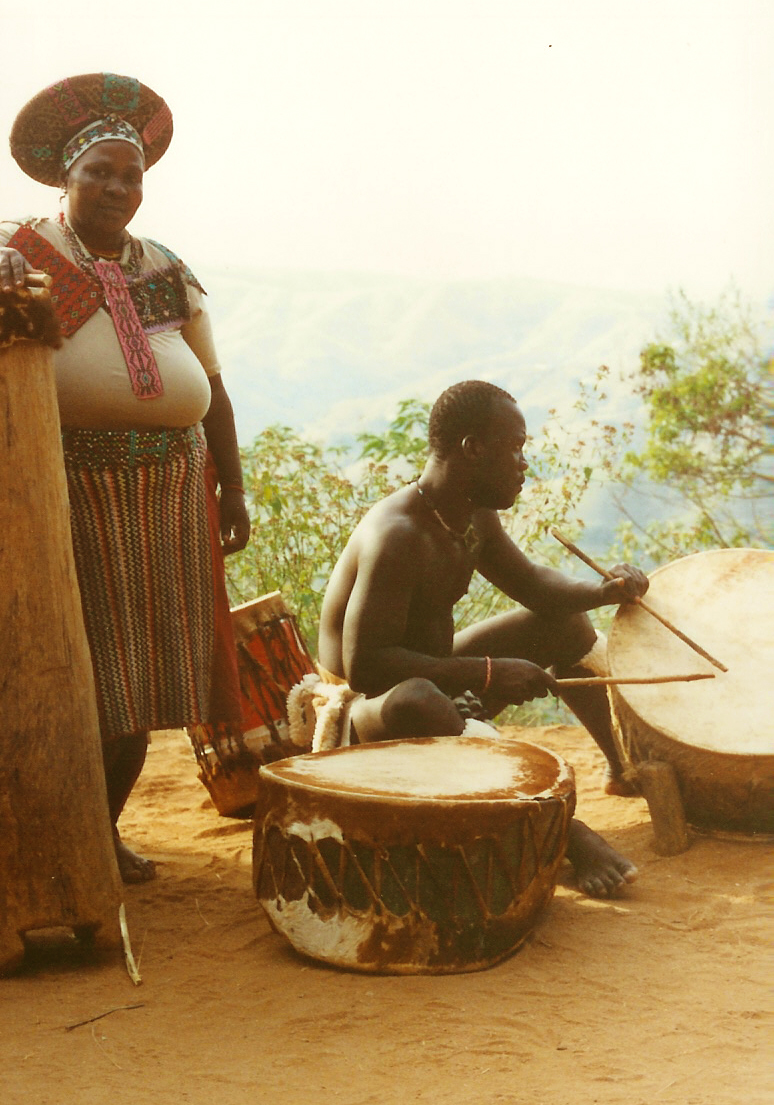
（写真）伝統的なズールー族のドラマー。

Gqomは、ミニマルで生々しいサウンドと重厚なベース、そしてテクノの要素を取り入れたビートで特徴づけられます。このジャンルは、暗くて催眠的なクラブサウンドとして主に説明されます。ビートのスタイルは、他のハウスミュージックで一般的な4つ打ちのリズムパターンを使いません。典型的な歌詞のテーマには、夜の生活が含まれます。曲の中で一つのフレーズや数行が何度も繰り返されることがよくあります。gqomは、技術的に熟練した若い世代のDJたちによってD.I.Y.スタイルで開発されました。彼らはFL Studioなどのソフトウェアを使用し、自らの音楽をファイル共有プラットフォームで頻繁に自己配信しています。
gqomのプロデューサーやDJは、しばしばこれら2つのジャンル（gqomとアフロテック）を組み合わせます。例としては、Culoe De Songの2018年の曲「Poki Returns」や、Dlala Thukzinの2020年のアルバムPermanent Music EPに収録された「Nika Nika」（マジカルリミックス）feat. Iso and CavaTheKwaalなどがあります。また、2021年には、Dlala Thukzinがgqomとアマピアノの要素を一つの曲に融合させた「Phuze（リミックス）feat. Mpura, Zaba, Sir Trill, and Rascoe Kaos」をリリースしました。
gqomでは、3ステップや2ステップのビートを交互に使用するなど、リズムに変化があります。

## 歴史
gqomは2010年代初頭に誕生しました。その影響を受けたアーティストには、Afrotainment所属のDJ Cndoのコンピレーションに収録された"Ithoyizi"などのトラックを制作したNaked Boyzが挙げられます。また、音楽プロデューサーのBlaq SoulやCuloe de Songは、トライバルハウスに傾倒し、ビートの形成を試みるなど、gqomに影響を与えました。さらに、特定のダーバンのナイトクラブでは、初期のgqomとトライバルハウスがDJセットでシームレスに交互に演奏されました。また、プレトリアやイースタンケープのレコードプロデューサーであるDJ Spoko、Machance、DJ Mujava、DJ Mthura、DJ Soso、そしてsgxumseni（DJ ClockとDJ Gukwaに帰属）の音楽が当時広く聴かれていました。.

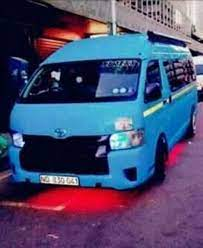
南アフリカでは、よく見られる光景の1つは、カスタマイズされた強化されたサブウーファー搭載のミニバンタクシー、例えばトヨタ・クワンタム（地元では「ibomba」と呼ばれる）です。これらのタクシーは、頻繁に増幅されたベーススピーカーでgqomを大音量で流しています。

2010年代中盤から、このジャンルは特にロンドンを中心に海外で注目されるようになりました。
"gqom explosion"として知られる、特にiNazokeとして広く知られる特定の日を祝うことにより、地元タクシーのビジネス利益を増やす役割も果たしています。これはダーバン市の人々によって祝われますが、やがてクワズール・ナタール州の他の都市や町でも祝われるようになりました。

## 踊りの動き
gqom音楽は、gwara gwara、vosho、bhengaなど、いくつかの独特のダンスムーブと関連付けられています。.

### Gwara gwara
"Gwara gwara"は、腕と肘を円を描くように転がし、振ることで行われ、腕のリズムに合わせて足の動きも行います。これは「スタンキーレッグ」といくつかの類似点があるようです。"Gwara gwara"は、南アフリカのDJ BongzとミュージシャンのBabes Wodumoによって有名になりました。このダンスムーブは、ディスクジョッキー兼プロデューサーであるDJ Bongzによって作成され、2016年主に南アフリカ人や他のアフリカ人によって熱心に模倣されました。また、有名なミュージシャンによって振り付けが採用されたことで、世界的に広く普及しました。例えば、Rihannaは2018年の第60回グラミー賞で "Wild Thoughts"を演奏する際にこのダンスを披露しました。Childish Gambinoは、彼の曲 "This Is America"のビデオでこのダンスを披露しました。BTSも曲 "Idol"の振り付けでこのダンスを披露しました.